# جيمس ثورنتون (لاعب كرة قدم أمريكية)
جيمس ثورنتون (بالإنجليزية: James Thornton)‏ هو لاعب كرة قدم أمريكية أمريكي، ولد في 8 فبراير 1965 في سانتا روسا في الولايات المتحدة.

## وصلات خارجية
- جيمس ثورنتون على موقع مرجع كرة القدم المحترفة.كوم (الإنجليزية)